# Gubernatorzy generalni Saint Lucia
Gubernator generalny Saint Lucia – najwyższe stanowisko polityczne na Saint Lucia. Gubernator jest reprezentantem monarchy brytyjskiego jako głowy państwa. Pod nieobecność suwerena (która trwa faktycznie przez cały czas), gubernator generalny wykonuje jego kompetencje. Co do zasady czyni to za radą rządu, jednak konstytucja określa sytuacje w których działa samodzielnie.

## Lista gubernatorów generalnych
- tymczasowo

| #                                         | Imię i Nazwisko                    | Portret         | Kadencja             | Kadencja             | Monarcha                |
| #                                         | Imię i Nazwisko                    | Portret         | Od                   | Do                   | Monarcha                |
| ----------------------------------------- | ---------------------------------- | --------------- | -------------------- | -------------------- | ----------------------- |
| 1                                         | Allen Montgomery Lewis (1909-1993) |                 | 22 lutego 1979       | 19 czerwca 1980      | Elżbieta II (1979–2022) |
| 2                                         | Boswell Williams (1926-2014)       |                 | 19 czerwca 1980      | 12 grudnia 1982      | Elżbieta II (1979–2022) |
| (1)                                       | Allen Montgomery Lewis (1909-1993) |                 | 13 grudnia 1982      | 30 kwietnia 1987     | Elżbieta II (1979–2022) |
| -                                         | Vincent Floissac (1928-2010)       |                 | 30 kwietnia 1987     | 10 października 1988 | Elżbieta II (1979–2022) |
| 3                                         | Stanislaus A. James (1919-2011)    |                 | 10 października 1988 | 1 czerwca 1996       | Elżbieta II (1979–2022) |
| 4                                         | George Mallet (1923-2010)          |                 | 1 czerwca 1996       | 17 września 1997     | Elżbieta II (1979–2022) |
| 5                                         | Pearlette Louisy (ur. 1946)        |                 | 17 września 1997     | 31 grudnia 2017      | Elżbieta II (1979–2022) |
| wakat (1–12 stycznia 2018)                |                                    |                 |                      |                      | Elżbieta II (1979–2022) |
| 6                                         | Neville Cenac (ur. 1939)           |                 | 12 stycznia 2018     | 31 października 2021 | Elżbieta II (1979–2022) |
| wakat (31 października–11 listopada 2021) |                                    |                 |                      |                      | Elżbieta II (1979–2022) |
| -                                         | Errol Charles (ur. 1941)           |                 | 11 listopada 2021    | 8 września 2022      | Elżbieta II (1979–2022) |
| -                                         | Errol Charles (ur. 1941)           | 8 września 2022 | 1 listopada 2024     | Karol III (2022–)    |                         |
| 7                                         | Errol Charles (ur. 1941)           |                 | 1 listopada 2024     | Karol III (2022–)    | nadal                   |